# Sadkowice
Sadkowice est une localité polonaise, siège de la gmina de Sadkowice, située dans le powiat de Rawa Mazowiecka en voïvodie de Łódź.